# HD95508
HD95508 — хімічно пекулярна зоря спектрального класу A0, що має видиму зоряну величину в смузі V приблизно  9,5.
Вона  розташована на відстані близько 669,7 світлових років від Сонця.

## Пекулярний хімічний склад
Зоряна атмосфера HD95508 має підвищений вміст 
Cr
.